# Kraljevec na Sutli
Kraljevec na Sutli es un municipio de Croacia en el condado de Krapina-Zagorje.

## Geografía
Se encuentra a una altitud de 163 m s. n. m. a 36,6 km de la capital nacional, Zagreb.

## Demografía
En el censo 2011, el total de población del municipio fue de 1723 habitantes, distribuidos en las siguientes localidades:
- Draše - 123
- Gornji Čemehovec - 125
- Kačkovec - 152
- Kapelski Vrh - 104
- Kraljevec na Sutli - 377
- Lukavec Klanječki - 64
- Movrač - 135
- Pušava - 28
- Radakovo - 505
- Strmec Sutlanski - 110